# Elezioni presidenziali in Corea del Sud del marzo 1960
Le elezioni presidenziali in Corea del Sud del marzo 1960 si tennero il 15 marzo.. L'affluenza fu del 97,0%, e l'unico candidato Syngman Rhee vinse con il 100% dei voti.

## Contesto
In seguito alla vittoria alle elezioni presidenziali del 1956, Syngman Rhee aveva fatto approvare un nuovo emendamento costituzionale che gli avrebbe permesso di candidarsi alla presidenza per la quarta volta, e in seguito annunciò la sua candidatura per un quarto mandato. In seguito alla morte dell'oppositore del Partito Democratico Cho Pyong-ok, rimase l'unico candidato, e fu rieletto col 100% dei voti. L'affluenza fu del 97,0%. Siccome mancava una sfida significativa per la corsa presidenziale, il voto si focalizzò sulle elezioni del Vicepresidente, nelle quali il candidato del Jayudang di Syngman Rhee Lee Ki-bung sfidò l'ex-Vicepresidente  Chang Myon, del Partito Democratico.

## Conseguenze del voto
Yi Gi-bung vinse una tornata elettorale che l'opposizione denunciò essere truccata: queste denunce insieme alla disillusione della popolazione portarono ad una serie di manifestazioni di piazza, guidate dagli studenti, che causarono la Rivoluzione d'aprile, che costrinse Rhee a rassegnare le dimissioni il  26 aprile 1960, evento che pose fine alla Prima Repubblica di Corea.
Il 28 aprile 1960 un DC-4 statunitense appartenente alla CIA portò Rhee fuori dal suo paese salvandolo dal linciaggio, nel velivolo c'erano anche la sua moglie di origini austriache Franziska Donner ed il suo figlio adottivo, tutti e tre vennero portati a Honolulu (Hawaii) dove vissero in esilio. Rhee morì di ictus il 19 luglio
1965 e la sua salma fu riportata a Seul dove venne sepolta il 27 luglio di quello stesso anno.